# Eduardo Enríquez Maya
Carlos Eduardo Enríquez Maya (Iles, Nariño; 11 de octubre de 1948-Bogotá; 14 de abril de 2021) fue un político y abogado colombiano. Se desempeñó en múltiples mandatos como senador de la República de Colombia y Representante a la Cámara.

## Carrera profesional
Enríquez Maya fue becario de la Organización de Estados Americanos (OEA) en el posgrado de Derecho Internacional Público y Privado en la Universidad Getulio Vargas de Brasil, lo cual lo llevó a ser docente universitario.
A lo largo de su carrera se desempeñó como Secretario de Educación, General y de Gobierno del Departamento de Nariño, Intendente Nacional de Putumayo, Director Regional del ICETEX y Secretario General del Servicio Nacional de Aprendizaje (SENA) a nivel Nacional.

## Congresista de Colombia
- En las elecciones legislativas de Colombia de 1998, Enríquez Maya fue elegido miembro de la Cámara de Representantes de Colombia con un total de 38.077 votos.

- En las elecciones legislativas de Colombia de 2002, Enríquez Maya fue reelegido miembro de la Cámara con un total de 42.892

- En las elecciones legislativas de Colombia de 2006, Enríquez Maya fue elegido senador de la república de Colombia con un total de 50.998 votos.

- En las elecciones legislativas de Colombia de 2010, Enríquez Maya fue reelecto senador con más de 59.884 votos.

- En las elecciones legislativas de Colombia de 2014, Enríquez Maya fue reelecto senador con más de 67.149 votos.

Su votación siempre ha ido en aumento debido a que es de los pocos senadores que impulsan leyes con un alto contenido de beneficio social, es coautor de la Ley de víctimas y restitución de tierras, la ley para sanear la falsa tradición, tema que ahora quedó comprendido en la ley 1561 de 2012, también de su autoría conocida como ley de propietarios, y que busca solucionar el problema de la informalidad de más de 12 millones de Colombianos.

### Iniciativas
Ha participado en las siguientes iniciativas desde el Congreso de Colombia:

- Expedir la Ley General de Pesca y Agricultura.[8]
- Reformar el artículo 67 de la Constitución Política de Colombia.[9]
- Reformar el artículo 231 de la Constitución Política de Colombia sobre la elección de magistrados de la Corte Suprema de Justicia y el Consejo de Estado.[10]
- Modificar la Constitución Política de Colombia, Título VII de la Rama Ejecutiva, Capítulo I del Presidente de la República, artículo 189.[11]
- Propuesta que los candidatos a los cargos de Presidente y Vicepresidente de la República, Gobernador de Departamento, elegidos en los mismos cargos, ocuparán una curul en el Senado, Cámara de Representantes, Asamblea Departamental respectivamente, durante el periodo para el cual se hizo la correspondiente elección.[12]
- Reformar las reglas de elección de organismos de control.[13]
- Ajuste pensional de los Senadores y Representantes a la Cámara (Archivado).[14]
- Revisar los derechos que se les reconocen actualmente a los concejales del país, sobre todo en lo que respecta a la compensación económica y prestacional que reciben del Estado por su trabajo (Sancionado como ley).[15]
- Desarrollar la Ley 909 de 2004, pues pretende que todos los empleos del Estado que no sean de libre nombramiento y remoción sean desempeñados por los mejores a través del concurso.[16]

## Carrera política
Su trayectoria política se ha identificado por:

### Partidos políticos
A lo largo de su carrera ha representado los siguientes partidos:
| Partido político    | Fecha Inicio        | Fecha Fin |
| Partido Conservador | 20 de julio de 1998 |           |

### Cargos públicos
Entre los cargos públicos ocupados por Carlos Eduardo Enríquez Maya, se identifican:
| Cargo público             | Partido político    | Fecha Inicio        | Fecha Fin           |
| Senador                   | Partido Conservador | 20 de julio de 2014 | 14 de abril de 2021 |
| Senador                   | Partido Conservador | 20 de julio de 2010 | 20 de junio de 2014 |
| Senador                   | Partido Conservador | 20 de julio de 2006 | 20 de junio de 2010 |
| Representante a la Cámara | Partido Conservador | 20 de julio de 2002 | 20 de junio de 2006 |
| Representante a la Cámara | Partido Conservador | 20 de julio de 1998 | 20 de junio de 2002 |

-